# The L.A. Complex
The L.A. Complex est une série télévisée canadienne en 19 épisodes de 42 minutes créée par Martin Gero et diffusée à partir du 10 janvier 2012 sur MuchMusic au Canada et depuis le 24 avril 2012 sur The CW aux États-Unis jusqu'au 24 septembre 2012.
En France, la série a été diffusée entre le 5 novembre 2012 et le 21 janvier 2013 sur June, et en Belgique depuis le 4 octobre 2013 sur Plug RTL.

## Synopsis
Abby Vargas déménage à Los Angeles en Californie dans l'espoir de devenir actrice. Une actrice en herbe de Toronto qui est à court d'argent et qui se fait expulser de son appartement après seulement six mois à Los Angeles. Elle rejoint de jeunes adultes dans la vingtaine dans une résidence plus glamour qui essaient tous de réussir en tant qu'acteurs, danseurs ou encore producteurs.

## Distribution

### Acteurs principaux
- Jonathan Patrick Moore (en) (VF : Benjamin Pascal) : Connor Lake
- Joe Dinicol (VF : Cédric Dumond) : Nick Wagner
- Andra Fuller (en) (VF : Sidney Kotto) : Sean Dugan / Kaldrick King
- Dayle McLeod (VF : Nadine Girard) : Beth Pirelli (saison 2)
- Michael Levinson (VF : Natacha Geritsen) : Simon Pirelli (saison 2)
- Georgina Reilly (VF : Delphine Braillon) : Sabrina Reynolds (récurrent saison 1, régulier saison 2)
- Cassie Steele (VF : Chantal Baroin) : Abby Vargas Sanders
- Jewel Staite (VF : Monika Lawinska) : Raquel Westbrook
- Chelan Simmons (VF : Jessie Lambotte) : Alicia Lowe (régulier saison 1, invité saison 2)
- Benjamin Charles Watson (VF : Namakan Koné) : Tariq Muhammad (régulier saison 1, invité saison 2)

### Acteurs récurrents
- Ennis Esmer : Eddie Demir
- Paul F. Tompkins : Lui-Même
- Dayo Ade : Dynasty
- Ryan Belleville (en) : Scott Cray (saison 2)
- Kristopher Turner (en) (VF : Jean-François Cros) : Cam
- Jordan Johnson-Hinds : Kevin
- Alan Thicke (VF : Mathieu Buscatto) : Donald Gallagher (saison 2)
- Brett Dier (VF : Taric Mehani) : Brandon Kelly (saison 2)
- Megan Hutchings : Laura Knight (saison 2)
- Krista Allen (VF : Nadine Girard) : Jennifer Bell (saison 2)
- Kate Todd (VF : Murielle Naigeon) : Katee (saison 1)
- Aaron Abrams : Ricky Lloyd
- Rebecca Dalton : Dita (saison 2)
- Steve Byers (VF : Éric Aubrahn) : Gray Sanders (5 épisodes)
- Zoe Doyle (VF : Valérie Nosrée) : Assistant Director (5 épisodes)

 Source et légende : version française (VF) sur RS Doublage

## Production
Le 3 décembre 2012, la série a été annulée par MuchMusic, puis par The CW trois semaines plus tard.

## Épisodes

### Première saison (2012)
1. Bienvenue à L.A. (Down in LA)
2. Fais quelque chose (Do Something)
3. Qui tu sais (Who You Know)
4. Derrière la porte (The Other Side of the Door)
5. Comme à la maison (Home)
6. L'Âme de feu (Burn it Down)

### Deuxième saison (2012)
Le 22 mars 2012, Bell Media a renouvelé la série pour une deuxième saison de treize épisodes diffusée depuis le 17 juillet 2012 simultanément sur MuchMusic et The CW.
1. Quitte ou Double (Vacancy)
2. Au pied du mur (The Contract)
3. Choisis tes combats (Choose Your Battles)
4. Être un homme (Be a Man)
5. Le Temps de la réflexion (Taking the Day)
6. La Preuve par trois (Rules of Thirds)
7. À mi-chemin (Half Way)
8. Rester (Stay)
9. Une opportunité à saisir (Help Wanted)
10. Fais ça bien (Make it Right)
11. Maintenant ou jamais (Now Or Never)
12. Je t'embrasse très fort (Xs and Os)
13. Ne pas se dire adieu (Don't Say Goodbye)